# ریچارد بلومنتال
ریچارد بلومنثال (به انگلیسی: Richard Blumenthal) (زادهٔ ۱۳ فوریه ۱۹۴۶) سناتور ایالت کنتیکت در سنای ایالات متحده آمریکا است که برای نخستین‌بار در ۳ ژانویه ۲۰۱۱ به‌عضویت این مجلس درآمد. وی در زمرهٔ سناتورهای گروه سوم است که به‌مدت ۶ سال در سنا حضور دارند و تا تاریخ ۳ ژانویه ۲۰۱۷ در این مجلس خواهد بود.